# Wil, Aargau
Wil är en ort i kommunen Mettauertal i kantonen Aargau, Schweiz. Orten var före den 1 januari 2010 en egen kommun, men slogs då samman med kommunerna Etzgen, Hottwil, Mettau och Oberhofen till den nya kommunen Mettauertal.